# Konojedovský zámeček v Benešově nad Ploučnicí
Konojedovský nebo Konojedský zámeček či Konojedovský dům v Benešově nad Ploučnicí je renesanční budova ve městě Benešov nad Ploučnicí v Ústeckém kraji. Zámeček z roku 1552 se nachází v Zámecké ulici dům čp. 52 mezi Horním zámkem (Starschedelovským domem) a farním kostelem Narození Panny Marie, respektive kaplí Panny Marie Bolestné, severně od hlavního benešovského náměstí Míru, v těsném sousedství Ballamského domu.
K zámečku náleží objekt kočárovny a pekárny a lávka.

## Historie

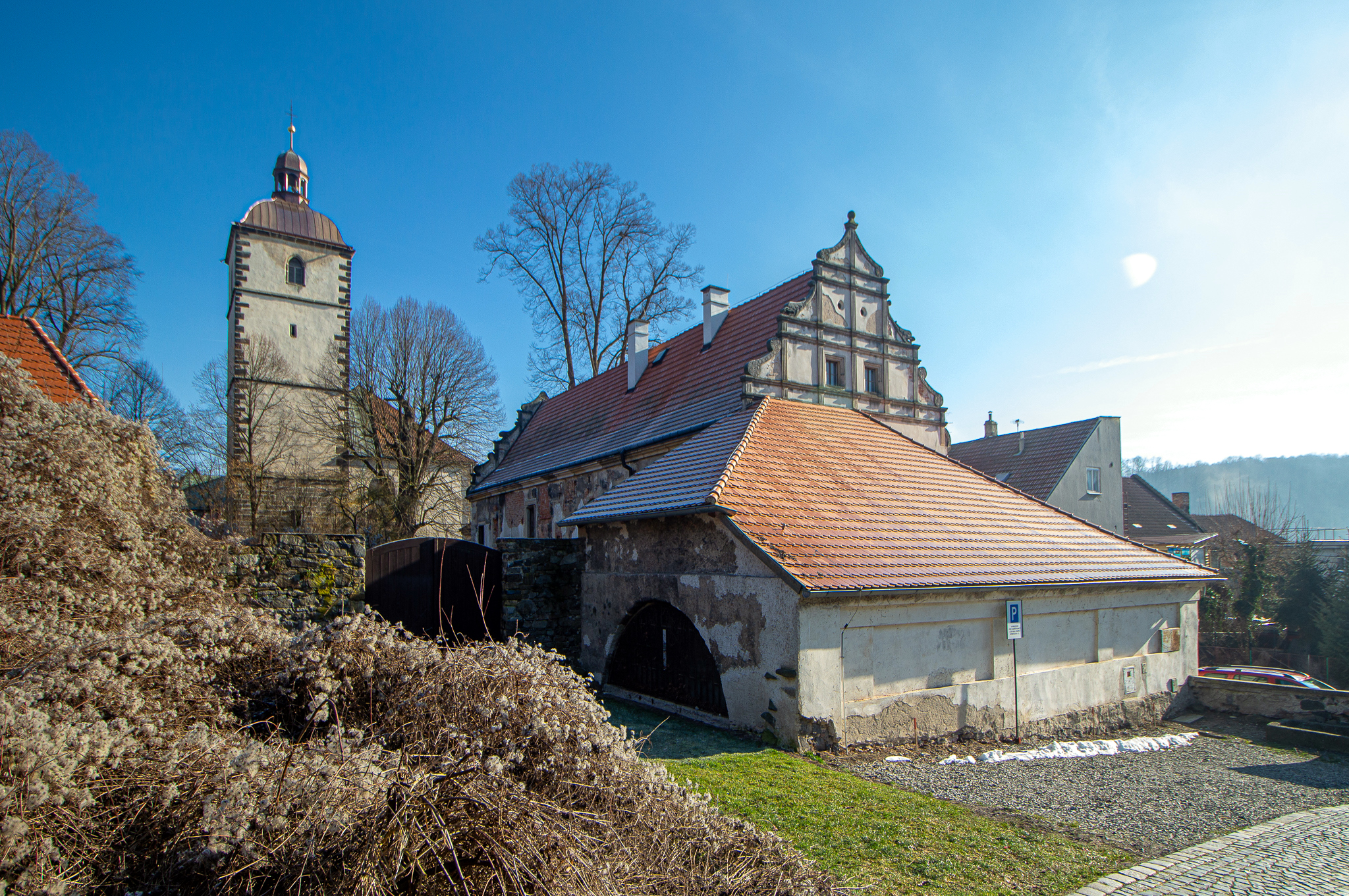
Konojedovský zámeček, v popředí je někdejší kočárovna, v pozadí věž farního kostela Panny Marie

Dům byl postaven v roce 1552, kdy město vlastnil míšeňský rod pánů ze Salhausenu. Jedná se o patrovou budovu ve stylu saské renesance zdobenou dvěma raně barokními zdobnými štíty, které prozrazují časové zasazení k Hornímu zámku z doby po požáru v roce 1571. Interiér je řešen klenutými prostory např.: chodba se schodištěm, která je zaklenutá síťovou klenbou ukončenou zapuštěním do kamenné zdi bez konzol. Exteriér je však po řadě úprav celkově nevýrazný.
Architektonicky vcelku prostý zámeček nechal postavit Bedřich ze Salhausenu, stavbou byl pověřen architekt Valentin Hirsch z Annabergu v Sasku. Salhausenové byli staviteli také dalších zajímavých objektů ve městě, především celého areálu Benešovského zámku (Horní a Dolní část).
Název pochází od dalších majitelů, kterým byl některý z majitelů konojedského panství. Po roce 1705 byl v prostorách objektu špitál. Od roku 1945 je objekt nevyužíván, pouze západní přístavba funguje jako garáž.